# 津市立明合小学校
津市立明合小学校（つしりつあけあいしょうがっこう）は三重県津市安濃町にある公立小学校。

## 交通アクセス
地図